# Porzuna
Porzuna es un municipio de la provincia de Ciudad Real, en la comunidad autónoma de Castilla-La Mancha, enclavado en la comarca de los Montes, ocupa una superficie de 210 km², con una altitud media de 646 metros.
En 2019 tenía una población de 3532 habitantes según las cifras oficiales del INE y cuenta con varias poblaciones agregadas.

## Datos generales

### Clima
Porzuna tiene una zona de transición climática propia de las latitudes templadas y de las tropicales. El Anticiclón de las Azores actúa en el verano causando la prolongada sequía y las olas de calor.
La pluviométrica del municipio, entre los 500 y 600 mm., se puede considerar como una transición entre los climas secos y húmedos, asemejándose más a un clima seco. En los inviernos son frecuentes las heladas, aunque pocas veces nieva. En la primavera y en el otoño son las estaciones en las que más llueve; los días suelen ser revueltos y ventosos. El verano es la estación más homogénea del año: dominan los días secos y cálidos. El otoño como la primavera es relativamente perturbado y lluvioso.
Podemos considerar que es un clima mediterráneo con matices oceánicos, de inviernos fríos y veranos cálidos.

### Relieve
El término del municipio de Porzuna está situado en la subregión natural de las sierras y macizos del Campo de Calatrava.
Entre las sierras principales de Porzuna destacan: 
- Utrera, con los picos de Morro del Águila, el Frontón y Los Carriles, El Cerrajón, El Morro de la Carretera, Pedrizahonda y la sierra de las Majadillas.
- Sierra del Pico, con su punto más importante, El Témpano, situadas todas en la parte sur de Porzuna.
- Sierra de El Citolero, con los picos de Morro Cascao y Risco Bermejo (oeste).
- La sierra de Las Palomeras, con los picos de Quejigo y Risco Blanco (oeste).
- Sierra del Trincheto (oeste).
- El paseo de Torres (próximo al norte).
- Sierra de Cubas.

En la parte norte del término no existen sierras, ya que es zona de raña de poca elevación.

## Historia

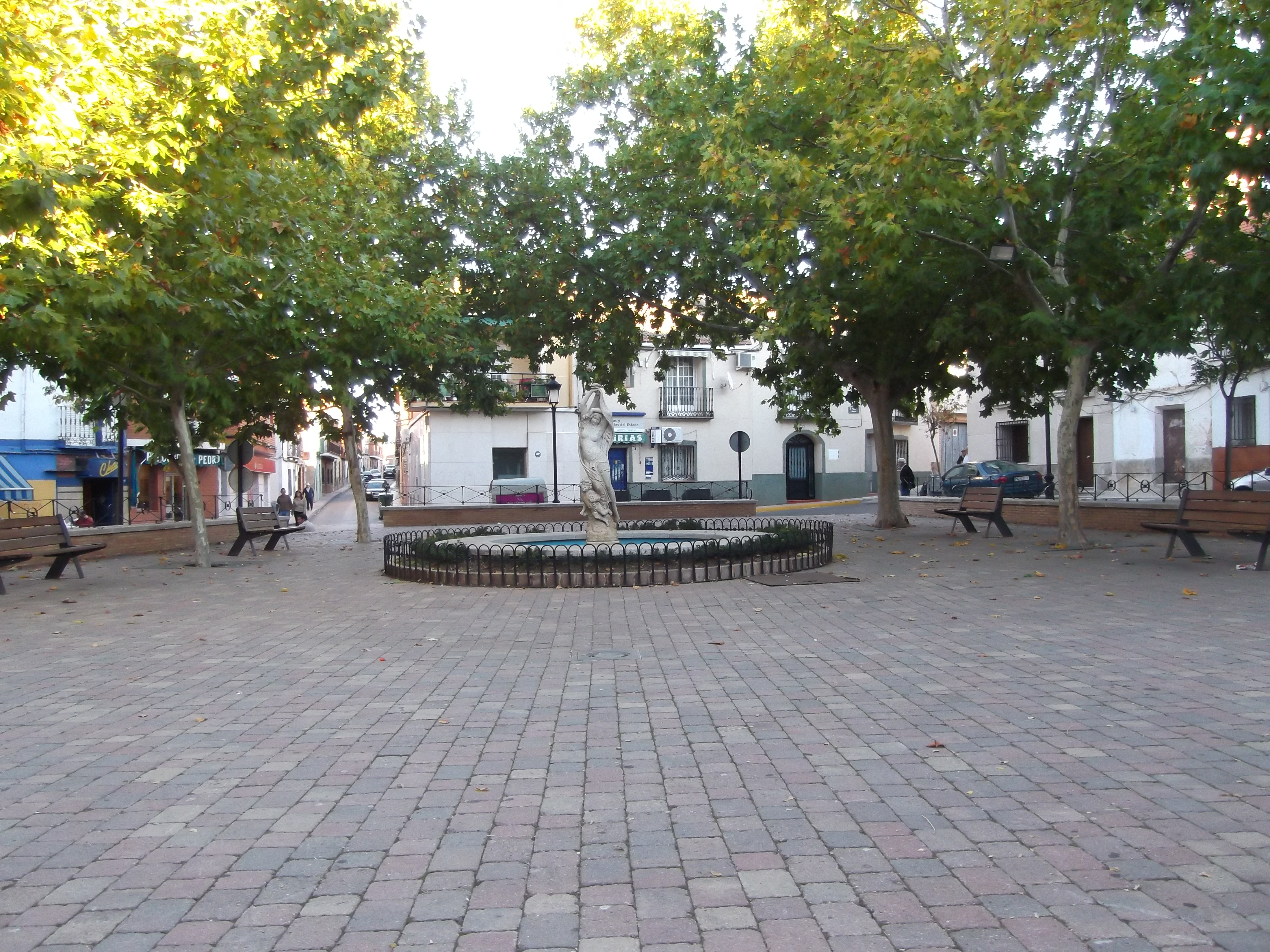
Plaza Mayor de Porzuna

En el término de Porzuna han sido hallados numerosos restos arqueológicos del Paleolítico Inferior y Medio. Son utensilios prehistóricos como hendedores y hachas bifaces, que alumbran un sitio de los primeros pobladores durante un periodo de tiempo prolongado.
Porzuna fue lugar de romanos y visigodos, y son de estas civilizaciones de las que se han hallado restos históricos tales como los de una villa en La Porcuna Vieja, monedas y piedras labradas de una iglesia visigoda (siglo VI) que actualmente forman parte de la colección de arqueología del Museo de Ciudad Real.
Es probable que, en el periodo musulmán, las tierras de Porzuna pertenecieran al Castillo de Malagón, y que el río Bullaque ejerciera de límite oriental natural del Reino de Badajoz hasta que dicho reino desapareciera. 
Es en el siglo XII cuando el término de Porzuna pasa a ser propiedad de la Orden de Calatrava. En el año 1245 un documento del arzobispado de Toledo y la Orden de Calatrava sobre el pago de impuestos aparece por vez primera bajo el título de Fuente Porcuna. Tal denominación es posible que hiciera referencia a la existencia de un manantial que utilizaban los jabalíes para beber. Tras numerosos enfrentamientos, los términos de Porzuna y El Robledo fueron desposeídos de la Orden de Calatrava a favor de la Villa Real (hoy Ciudad Real) y no sería hasta 1329 cuando, por sentencia de Alfonso XII, se viera obligada la Villa Real a devolver Fuente Porzuna e indemnizar a la Encomienda de Malagón por el agravio. Fue en este tiempo cuando comenzó a sucederse un aumento demográfico a la vez que pasaría Fuente Porzuna a llamarse Puebla de Padilla en referencia al maestre de la orden.
El 14 de enero de 1548 el mariscal de Castilla y señor de Paracuellos Ares Pardo de Saavedra compró la Encomienda de Malagón, denominada “Montes y terrenos del Estado de Malagón y sus aldeas”. Al querer hacer valer sus derechos como señor de los terrenos, los vecinos se vieron privados de algunas libertades que venían disfrutando desde siempre, y por eso los vecinos entablan unos pleitos contra su Señor. Tras cuatro largos años de litigio, Don Ares Pardo Saavedra acordó con el alcalde mayor Ordinario de Malagón (Don Garci González) en representación de todos los vecinos una serie de proposiciones que fueron recogidas con el nombre de Escrituras de Concordia el 5 de mayo de 1552. 
Fue este un singular documento legal mediante la cual los vecinos, el concejo y el señor veían establecidos sus derechos y se formaban así los llamados Estados del Duque de Medinaceli, o simplemente Estados del Duque, una comunidad formada por cinco poblaciones: Malagón, Porzuna, Fuente el Fresno, El Robledo y Los Cortijos. Este documento sigue vigente y ha otorgado a los vecinos unos amplios derechos históricos de uso de las tierras, tanto públicas como privadas, con independencia de quiénes sean sus propietarios. Igualmente, esta circunstancia ha generado un modelo de paisaje rural diferente al resto de la comarca de Los Montes, unidad natural en la que se insertan, permitiendo un desarrollo agrario más intenso que ha podido sostener una mayor población.
Continúa así hasta que en 1769, por decreto de Carlos III, pasa a ser una villa independiente de Malagón. 
En 1901 se declara la existencia de la Mancomunidad de Pastos en los Terrenos de Porzuna y tiempo después la casa de Medinaceli decide enajenar sus presuntos derechos sobre los montes y terrenos de Porzuna en 1906. 
Los mismos derechos se fraccionan, debido a los diferentes propietarios de los mismos, hasta que la Ley 5/1980 pretende resolver el problema de los derechos históricos de Porzuna estableciendo una reordenación de la propiedad que favorecería al municipio y vecinos, iniciándose, a su vez, la Concentración Parcelaria de Porzuna con el desarrollo de la misma ley.

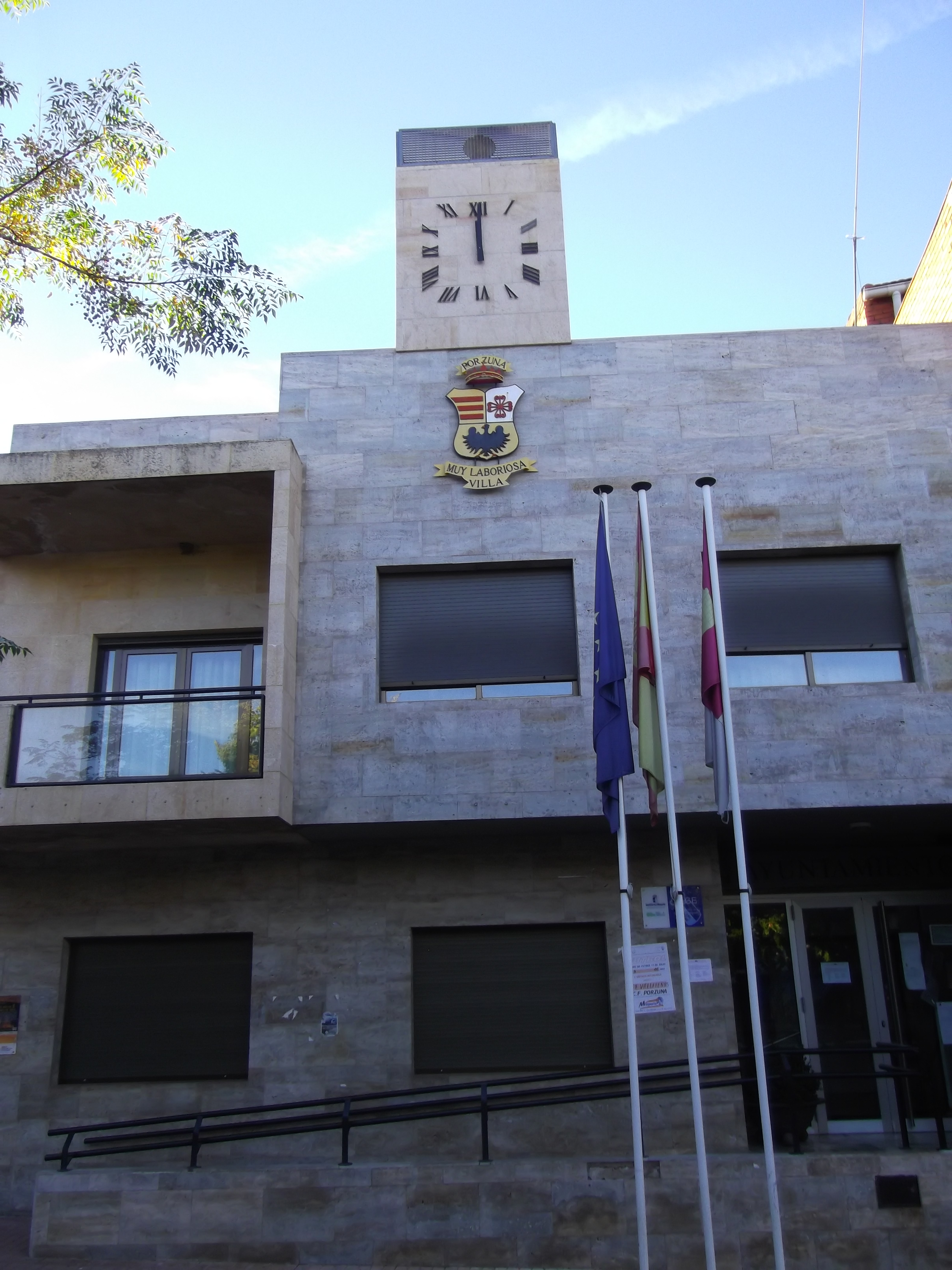
Fachada del Ayuntamiento de Porzuna

## Demografía
Porzuna cuenta con una población de 3516 habitantes (INE 2024).
| Gráfica de evolución demográfica de Porzuna entre 1842 y 2021 |
| |
| Población de derecho según los censos de población del INE Población de hecho según los censos de población del INEEntre el censo de 1991 y el anterior, disminuye el término del municipio porque independiza a El Robledo |

## Política

### Alcaldías del municipio de Porzuna
| Legislatura | Alcladía                                                                | Formación política de gobierno           | Distribución de concejales                                                                                            |
| ----------- | ----------------------------------------------------------------------- | ---------------------------------------- | --- |
| 2019-actual | - Carlos Jesús Villajos Sanz                                            | Partido Popular (PP)                     | (8) Partido Popular PP (3) Partido Socialista PSOE                                                                    |
| 2015-2019   | - Carlos Jesús Villajos Sanz                                            | Partido Popular (PP)                     | (6) Partido Popular PP (3) Partido Socialista PSOE (1) Unidad Castellana UdCa (1) Agrupación Electoral Independientes |
| 2011-2015   | - Raimundo Garrido Garrancho                                            | Partido Popular (PP)                     | (7) Partido Popular PP (3) Partido Socialista PSOE (1) Unidad Castellana UdCa                                         |
| 2007-2011   | - María de los Ángeles Rojas Madridejos - Blanca Pilar Fernández Morena | Partido Socialista Obrero Español (PSOE) | (6) Partido Socialista PSOE (5) Partido Popular PP                                                                    |
| 2003-2007   | - Blanca Pilar Fernández Morena                                         | Partido Socialista Obrero Español (PSOE) | (6) Partido Socialista PSOE (4) Partido Popular PP (1) Independientes Porzuna IP                                      |

## Patrimonio
- Ermita del cerro Santo

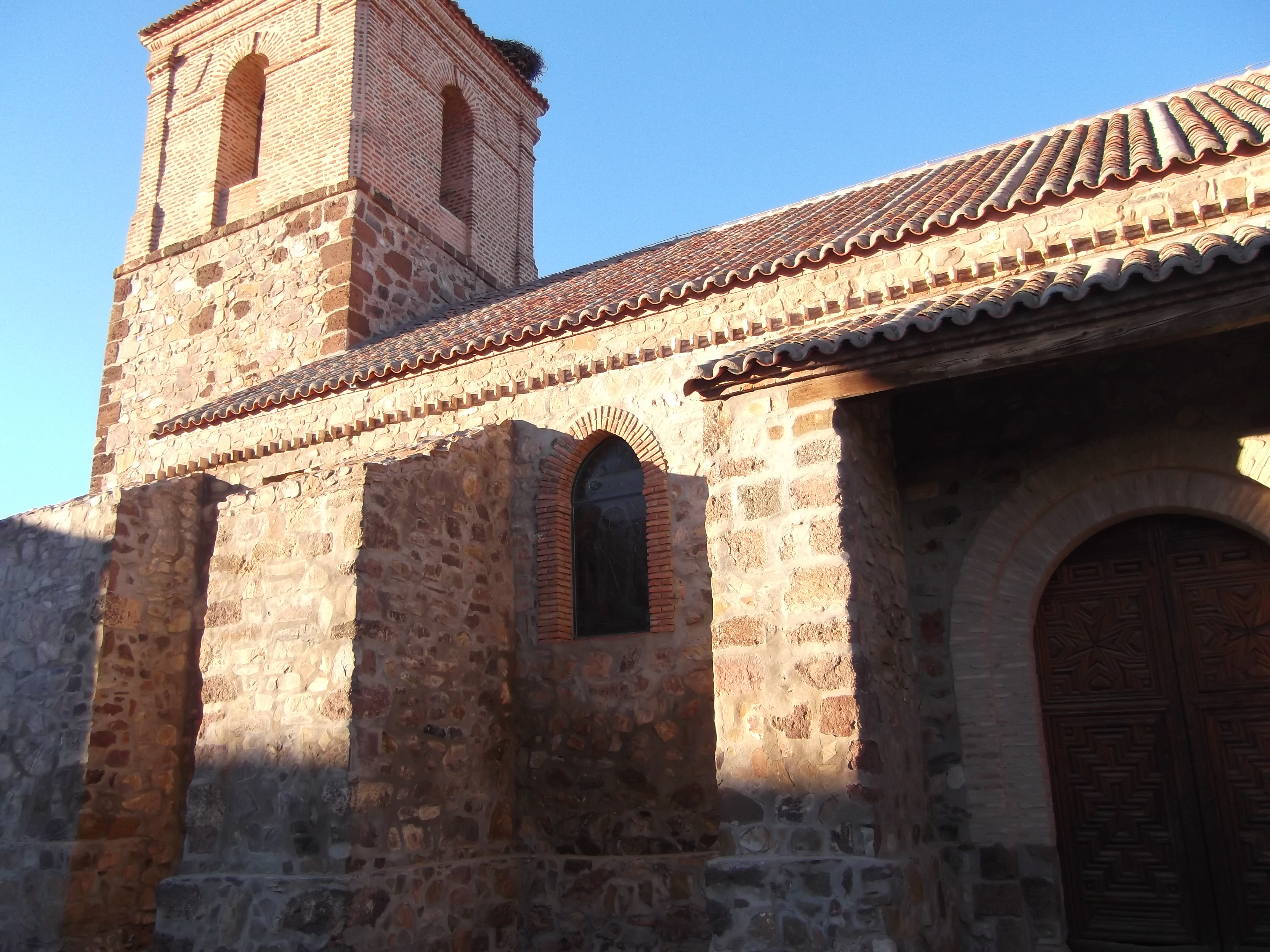
Iglesia San Sebastián

- Iglesia parroquial de San Sebastián. Fue declarada Bien de Interés Cultural el 16 de marzo de 1993. Incoada como Monumento Histórico desde 1982.
- Ermita de San Isidro, construida en 1980.
- Ermita de la Cruz de Mayo, situada en la sierra de la cual toma su nombre
- Ermita del Cristo de la Veracruz (construida en el casco urbano de Porzuna)
- Ermita de Santa Teresa (situada en El Trincheto)
- Museo etnográfico.
- Museo botánico.
- Mural "The pillar of unified love" de Nychos en el silo de Porzuna

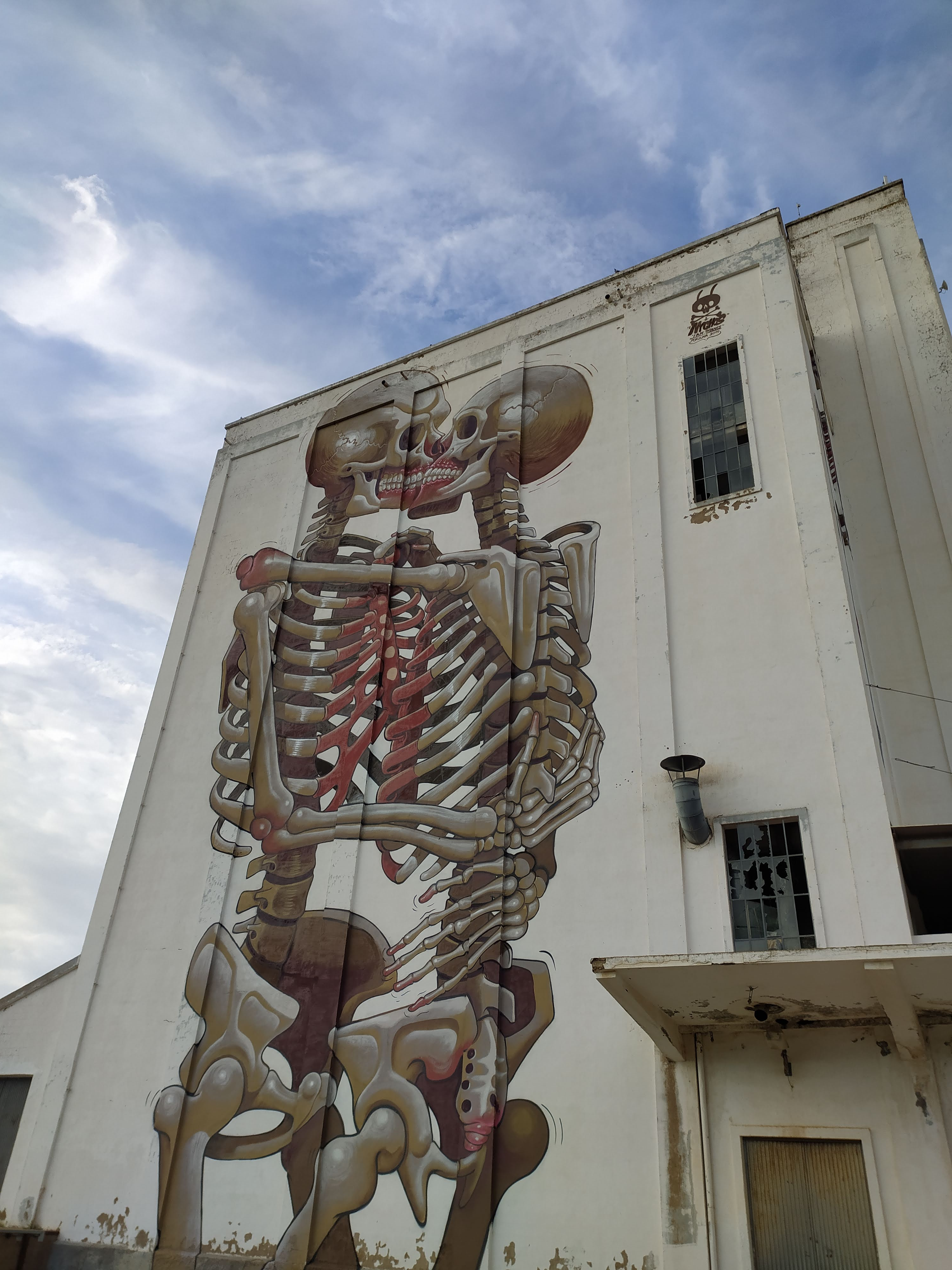
Mural "The pillar of unified love" del artista Nychos

## Festividades y tradiciones
- Fiestas y ferias patronales en honor a San Pantaleón (cuya festividad se celebra el 27 de julio: las fiestas comienzan la tarde del día anterior -la víspera del Santo- y duran hasta el 31 de julio).
- Festividad de la Virgen del Rosario (primer domingo de octubre).
- Romería de San Isidro (15 de mayo).
- Las Cruces de Mayo.
- Hogueras en honor a Santa Lucía (12 de diciembre).

### Tradición del Corpus Christi
El Corpus Christi se celebra en Porzuna como una festividad barroca a los sesenta días desde el Domingo de Resurrección.
Su peculiaridad radica en el protagonismo de una curiosa danza folclórica formada por doce danzantes varones acompañados con castañuelas y una rondalla que se sitúa a los lados del cortejo. Fue catalogada como fiesta de interés turístico regional, por el Gobierno de Castilla-La Mancha en el año 2014 y declarada Bien de Interés Cultural (BIC) en la categoría de Bien Inmaterial en junio de 2017. Cerca de la iglesia, se halla una escultura de un danzante que recuerda esta tradición.

## Naturaleza
- LIC y ZEPA Cuenca Media del río Guadiana y Laderas Vertientes (río Bullaque).

La fauna que podemos encontrar en el término municipal es fruto de la diversidad de ecosistemas y la cercanía al parque nacional de Cabañeros. De este modo, pueden encontrarse liebres, conejos, zorros, jabalíes, cigüeñas, ciervos y perdices.
Respecto a la flora lo más representativo es la encina, el quejigo, el roble, el alcornoque, las jaras, los romeros y los acebuches. Existe en la población un museo botánico consagrado a la flora local.

### Conjunto volcánico del cerro de los Santos
Fue declarado Monumento Natural (DOCM 40, de 30 de marzo de 2001) integrado por un único volcán  monogénico, su superficie es de 84 hectáreas. Su grado de erosión es medio. Su singularidad radica en el relieve en forma de gran cúpula sobre la llanura que lo rodea.

## Pedanías
1. El Torno (Entidad agregada EATIM)
2. El Trincheto
3. Las Casas del Río
4. Las Tiñosillas
5. El Citolero
6. Las Rabinadas
7. Las Betetas
8. Las Rabinadillas
9. El Bonal
10. El Cepero
11. Los puentes de Piedralá